# Israeliska arbetarpartiet
Israeliska arbetarpartiet (hebreiska: מפלגת העבודה הישראלית, Mifleget HaAvoda HaYisraelit, kortform העבודה, HaAvoda) var ett  socialdemokratiskt, sionistiskt politiskt parti i Israel, anslutet till Socialistinternationalen. Partiet skapades 1968 genom sammanslagning av de tre vänsterpartierna Mapai, Ahdut HaAvoda och Rafi. Fram till 1977 kom alla israeliska premiärministrar från arbetarrörelsen.
Dess ungdomsförbund, Arbetarpartiets Unga Väktare (Mishmeret Tse'irah shel Mifleget Ha'Avoda), är med i IUSY.

## Historia
Efter sammanslagningen 1968 satt partiet i regeringsställning fram till 1977, då man förlorade makten till Menachem Begin och hans högerparti Likud. Därmed bröts arbetarrörelsens dominans av israelisk politik sedan landet utropades 1948. 1984 återkom partiet i regeringsställning, denna gång i koalition med Likud i två år innan Likud åter själva tog över. Yitzhak Rabin vann valet 1992. 1994 fick Yitzhak Rabin och Shimon Peres Nobels fredspris för sina försök att lösa konflikten med Palestinierna. När Rabin mördades 1995 av Yigal Amir, efterträddes han av Shimon Peres som statsminister. 1996 vann Likud och Benjamin Netanyahu valet. 1999 var arbetarpartiets Ehud Barak statsminister, till 2001 då Ariel Sharons Likud-regering tog över.
Efter att den partilöse Chaim Weizmann, staten Israels första president, avled 1952 valdes Arbetarpartiets Yitzhak Ben-Zvi till president. Samtliga av hans efterträdare var arbetarpartister ända till år 2000 då Likud-medlemmen Moshe Katsav valdes till president.
Amir Peretz var ordförande och partiledare för Arbetarpartiet från 9 november 2005, då han vann över Shimon Peres i valet om ordförandeposten, till 12 juni 2007, då Ehud Barak åter blev Arbetarpartiets ordförande.
Efter valet i mars 2006 kom Arbetarpartiet att delta i en koalitionsregering under Ehud Olmert tillsammans med partierna Kadima, Shas och Pensionärspartiet. Trots protester från Arbetarpartiet bjöds även partiet Yisrael Beitenu senare samma år in i regeringen. I det val som hölls i februari 2009 blev Arbetarpartiet endast fjärde största parti efter Kadima, Likud och Yisrael Beitenu. Efter valet bildades en Likud-ledd koalitionsregering där Arbetarpartiet, Yisrael Beitenu och tre mindre partier ingår.
Den 17 januari 2011 lämnade partiledaren Ehud Barak partiet och bildade ett nytt parti tillsammans med fyra parlamentsledamöter från Arbetarpartiet.

## Partiets syn på Israel–Palestina-konflikten
Partiets ställning till konflikten handlade om att genomföra tvåstatslösningen dvs Israel och Palestina ska ligga sida vid sida med målet om en fred. Flertalet gånger har partiet vid premiänärposten aktivt jobbar för denna lösning senast var när Ehud Barak förhandlade om ett förslag som sedan Arafrat sa nej gång på gång. 
Partiet lämnade koalitionsregeringen den 20 november 2005 i protest mot polisens agerande på Gazaremsan.

## Partiledare sedan grundandet
- Levi Eshkol (1968–1969, partiledare för Mapai 1963–1968)
- Golda Meir (1969–1974)
- Yitzhak Rabin (1974–1977)
- Shimon Peres (1977–1992)
- Yitzhak Rabin (1992–1995)
- Shimon Peres (1995–1997)
- Ehud Barak (1997–2001)
- Benjamin Ben-Eliezer (2001–2002)
- Amram Mitzna (2002–2003)
- Shimon Peres (2003–2005)
- Amir Peretz (2005–2007)
- Ehud Barak (2007–2011)
- Michael Harish (januari–september 2011, tillförordnad partiledare)
- Shelly Yachimovich (2011–2013)
- Isaac Herzog (2013–2017)
- Avi Gabbay (2017–2019)
- Amir Peretz (2019–2021)
- Merav Michaeli (2021-2024)
- Yair Golan (2024-)

## Presidenter från partiet
- Zalman Shazar (1963–1973, representerade Mapai 1963–1968)
- Ephraim Katzir (1973–1978)
- Yitzhak Navon (1978–1983)
- Chaim Herzog (1983–1993)
- Ezer Weizman (1993–2000, tillhörde först Likud)
- Isaac Herzog (2021-)

## Premiärministrar från partiet
- Levi Eshkol (1963–1969, representerade Mapai 1963–1968)
- Golda Meir (1969–1974)
- Yitzhak Rabin (1974–1977)
- Shimon Peres (1984–1986)
- Yitzhak Rabin (1992–1995)
- Shimon Peres (1995–1996)
- Ehud Barak (1999–2001)